# Uromenus bonneti
Uromenus bonneti är en insektsart som beskrevs av Bolívar, I. 1907. Uromenus bonneti ingår i släktet Uromenus och familjen vårtbitare.

## Underarter
Arten delas in i följande underarter:
- U. b. bonneti
- U. b. painoi